# Chris Maragos
(en) Statistiques sur pro-football-reference
Chris Maragos (né le 6 janvier 1987 à Racine dans le Wisconsin) est un joueur américain de football américain évoluant au poste de safety dans la National Football League (NFL).

## Biographie

### Carrière universitaire
Il commence sa carrière universitaire en jouant comme wide receiver pour les Broncos de l'université de l'Ouest du Michigan. Après une saison jouée, il change d'université en 2007 pour l'Université du Wisconsin et leur équipe des Badgers. Il ne joue pas la saison à cause d'un règlement de la NCAA sur les transferts et joue ses premières parties avec les Badgers en 2008. C'est à ce moment qu'il est converti à la position de safety. En plus de jouer en défense, il joue également dans les unités spéciales, en agissant notamment comme holder lors des field goals et des conversions d'un point.

### Carrière professionnelle
Non choisi lors de la draft 2010 de la NFL, il signe avec les 49ers de San Francisco. Non retenu dans l'effectif principal des 49ers, il est placé dans leur équipe d'entraînement. Il joue finalement 3 matchs avec l'équipe après avoir été activé dans l'équipe principale fin novembre. 
Il est libéré par les 49ers lors des dernières coupures avant le début de la saison 2011, puis rejoint les Seahawks de Seattle au sein de leur équipe d'entraînement fin septembre. Un mois plus tard, il est promu dans l'équipe principale des Seahawks, et joue principalement dans les unités spéciales et à l'occasion dans la formation défensive.
En avril 2013, il prolonge d'un an son contrat avec Seattle. Il remporte d'ailleurs le Super Bowl XLVIII avec les Seahawks après avoir vaincu les Broncos de Denver. En 2014, il signe avec les Eagles de Philadelphie pour trois ans. Le 6 décembre 2015 face aux Patriots de la Nouvelle-Angleterre, il bloque un punt de Ryan Allen, permettant à son coéquipier Najee Goode de prendre le ballon et de marquer un touchdown.
En novembre 2016, il prolonge son séjour avec les Eagles pour trois saisons supplémentaires. Il se blesse toutefois au genou lors de la saison 2017, durant la semaine 6 contre les Panthers de la Caroline, et manque le restant de la saison. Il assiste à la victoire des Eagles lors du Super Bowl LII contre les Patriots de la Nouvelle-Angleterre, et gagne une deuxième bague de champion.
En début de saison 2018, il n'est toujours pas remis de sa blessure et est considéré comme « physiquement inapte à jouer ». Il est libéré par les Eagles en février 2019.